# Eanred di Northumbria
Eanred (fl. IX secolo) regnò sulla Northumbria agli inizi del IX secolo.

## Biografia

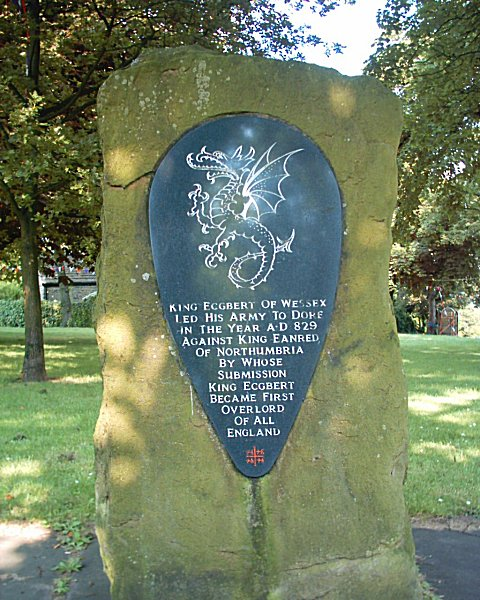
Pietra commemorativa della sottomissione di Eanred ad Egberto del Wessex a Dore.

Poco di certo si sa su di lui. In effetti l'unico riferimento ai northumbriani per questo nella cronaca anglosassone riguarda Egbert del Wessex che nell'829 guidò un esercito contro la Northumbria fino a Dore, dove i northumbriani gli offrirono la loro sottomissione. Così il re del Wessex tornò indietro. Roger di Wendover afferma che Eanred regnò dall'810 all'840, la Historia Ecclesia Dunelmensis (XII secolo) afferma che regnò per 33 anni. Era figlio di re Eardwulf, deposto da Ælfwald nell'806. Secondo la Historia Ecclesia Dunelmensis, Ælfwald regnò per due anni prima che gli succedesse Eanred. Tuttavia, le fonti franche affermano che dopo essere stato espulso dall'Inghilterra, Eardwulf fu ricevuto da Carlo Magno e poi da papa Leone III, per essere infine riaccompagnato in patria ed essere messo sul trono. Sulla base di ritrovamenti monetari si pensa che il secondo regno di Eanred durò di più del primo. Tutte le fonti concordano col fatto che a lui successe il figlio Æthelred.